# Monochaetia camelliae
Monochaetia camelliae är en svampart som beskrevs av Miles 1926. Monochaetia camelliae ingår i släktet Monochaetia och familjen Amphisphaeriaceae.   Inga underarter finns listade i Catalogue of Life.